# Marsupialia
Los marsupiales (Marsupialia) son una infraclase de mamíferos metaterios caracterizados por un corto desarrollo en el útero y completar gran parte del crecimiento agarrados a las glándulas mamarias del interior del marsupio o bolsa marsupial, al contrario que los mamíferos placentarios. Existen unas doscientas setenta especies actuales, unas setenta en América y aproximadamente doscientas en Australia. En algunas especies el marsupio es muy pequeño como para llevar a todas sus crías. Incluye especies tan conocidas, entre otras, como los canguros, los koalas, los ualabíes, las zarigüeyas, los demonios de Tasmania, los wómbats y los bandicuts.

## Características
Se diferencian de los mamíferos placentarios por el nacimiento prematuro de la prole, cuyo desarrollo continúa en una bolsa situada en el vientre de la madre, el marsupio, donde desembocan las glándulas mamarias. Esa bolsa está sostenida por los huesos marsupiales, ausentes en los placentarios, que caracterizan así su esqueleto. Se cuenta que en una cueva abierta en los yesos eocénicos de Montmartre, en París, salió a la luz un esqueleto que presentaba esos huesos particulares, y que fue examinado por el científico francés Georges Cuvier, el cual estableció que se trataba de un marsupial del género Didelphis, la actual zarigüeya americana.
Con respecto a los placentarios, los marsupiales tienen un cráneo bastante reducido por lo que atañe a la cavidad cefálica, mientras que las órbitas están abiertas posteriormente y presentan una fuerte cresta sagital para la inserción de los músculos temporales; finalmente, existe en la mandíbula un típico proceso angular vuelto hacia el interior.
Por lo que respecta a la dentadura, en la que prevalecen los molares de forma triangular, varía notablemente, como en los placentarios, según el régimen herbívoro o carnívoro al que estos animales se han adaptado. Entre los marsupiales americanos, la ya citada zarigüeya (Didelphis) es el más conocido representante de un grupo bastante antiguo, los poliprotodontos, al cual pertenecen algunos marsupiales que vivieron en Suramérica durante el Mioceno, como Prothylacynus y el Plioceno, como Thylacosmilus. Este último ofrece un interés muy particular por la presencia de dos largos caninos superiores, que dan al cráneo un aspecto bastante similar al del Smilodon, un agresivo placentario carnívoro, hoy extinto. El mayor marsupial conocido es Diprotodon, que vivió en Australia durante el Cuaternario. Ese animal alcanzaba la talla de un rinoceronte, y se atribuye al grupo de los diprotodontos, que comprende formas exclusivamente australianas, entre las que figuran los actuales canguros.
Los marsupiales se separaron del tronco mamaliano principal cuando este se hallaba todavía en una fase primitiva. En Australia reproducen de manera paralela la radiación adaptativa que en otras áreas geográficas del planeta realizaron los placentarios. Muchas de sus características son especializadas, de manera que no representan un estadio evolutivo de los mamíferos placentarios, sino un linaje independiente y terminal. La temperatura corporal es algo más alta en los marsupiales que en los placentarios. Los herbívoros marsupiales han desarrollado varias formas de alimentarse para aprovechar mejor los nutrientes, ya que no son capaces de digerir la celulosa al no disponer de microorganismos apropiados, como es el caso de algunos placentarios. El alimento puede ser dirigido al intestino ciego, donde permanece el tiempo necesario, o puede ralentizar su metabolismo para necesitar menos alimento y dar tiempo al ingerido a que se asimile; pueden masticar mucho la comida, como el wombat, o incluso pueden volver a tragar las heces blandas.

## Reproducción
Como ocurre en los monotremas, el recto y el aparato urogenital se abren conjuntamente en una cloaca común. Los marsupiales son vivíparos, pero el sistema reproductor es bastante diferente al de los placentarios. El huevo tiene bastante vitelo, tiene "clara" y está cubierto por una membrana; el útero secreta una "leche" que es absorbida por el saco vitelino y en la mayoría de los marsupiales falta por completo cualquier esbozo de placenta; en algunas especies (Dasyurus) existe una falsa placenta, una zona de contacto entre la pared vascularizada del saco vitelino y la pared del útero.
Las hembras tienen tres vaginas, dos laterales y una central, las vaginas laterales, se emplean en la fecundación y por la vagina central nacen las crías. Los machos marsupiales tienen el pene normalmente bifurcado, para dirigir el esperma a las vaginas laterales.

## Origen y biogeografía

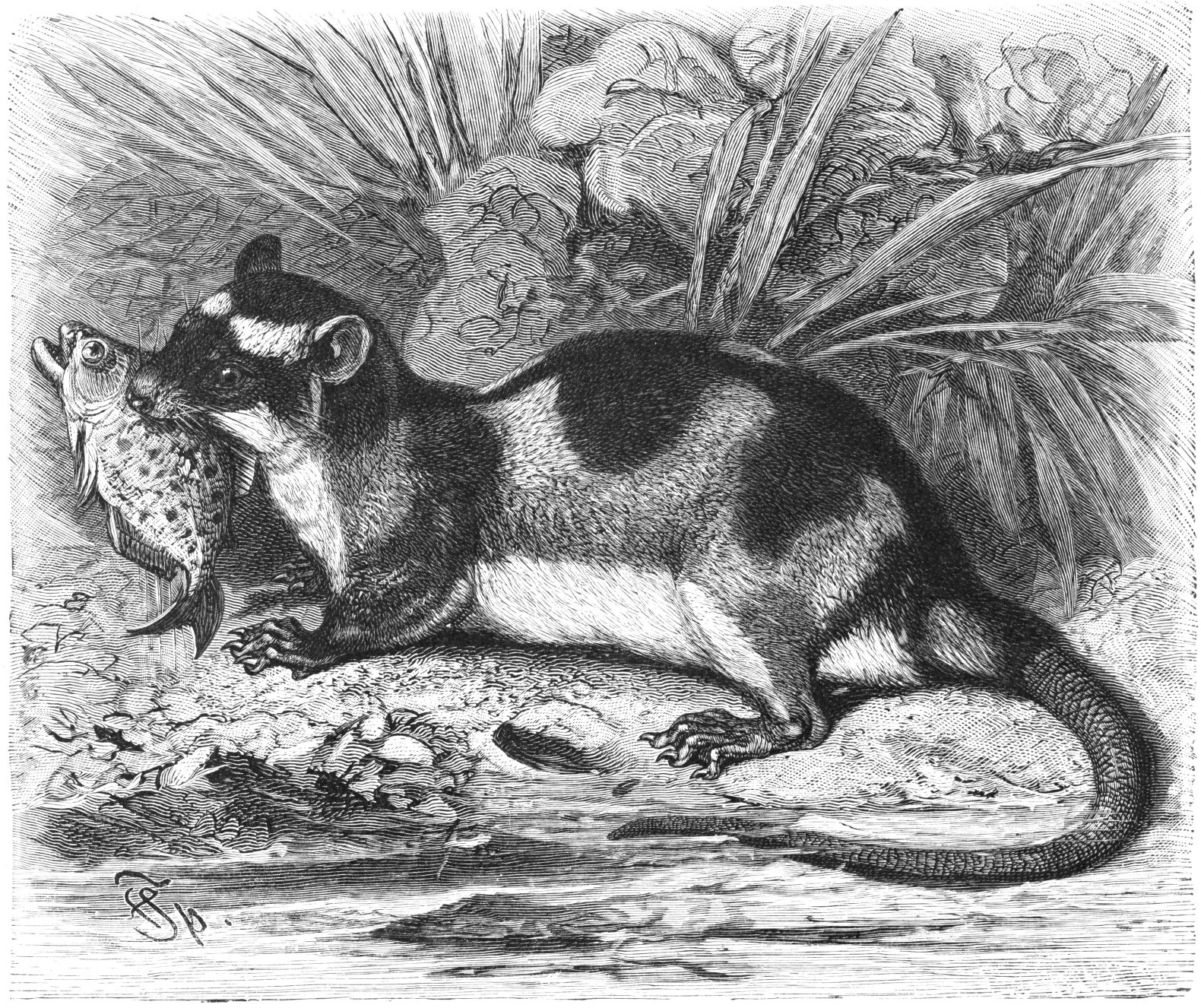
La diversidad de marsupiales sudamericanos es fruto de millones de años de aislamiento en este subcontinente y abarca desde animales como la marmosa, de aspecto ratonil, hasta el yapok, el único marsupial acuático.

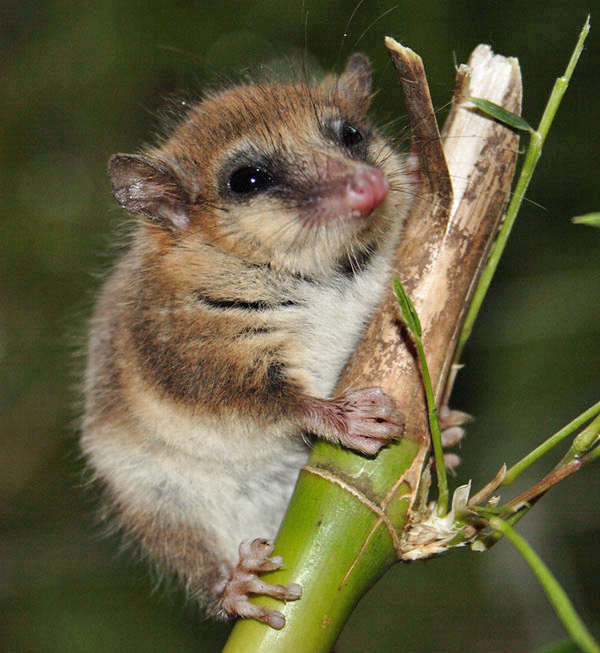
Monito de monte, marsupial sudamericano que filogenéticamente pertenece al grupo de los marsupiales de Australia y no al grupo más común entre los marsupiales de América.

Los marsupiales representan hoy un pequeño grupo de mamíferos, difundidos en parte por el continente americano y en parte por Australia, donde constituyen los únicos mamíferos terrestres vivientes nativos y, sobre todo, la parte preponderante de la fauna de vertebrados terrestres. 
Tras la desaparición de los dinosaurios, las aves y los monotremas se diversificaron y las ratites y grupos afines ocuparon el nicho ecológico de los herbívoros y el de los predadores. En la Sudamérica prehistórica, las aves del terror, aves de la familia Phorusrhacidae y en Europa y en Norteamérica durante el Eoceno aves como Gastornis. 
Los marsupiales se desarrollaron durante el Cretácico inferior a partir de pantoterios primitivos, después de los placentarios que surgieron en el Jurásico, por ejemplo, Juramaia. Antes de la expansión de los placentarios, los marsupiales ya se habían extendido por buena parte de la superficie continental, existiendo hacia el final del Cretácico en lugares en los que están ausentes en la actualidad, como Asia.
Para comprender la distribución actual de los marsupiales, es necesario conocer a las vicisitudes que sufrieron las masas continentales en aquellos lejanos períodos geológicos. Es preciso recordar, de acuerdo con las numerosas muestras fósiles que se conocen, que a finales del período Cretáceo los marsupiales tenían una distribución general sobre las tierras emergidas, donde convivían, en relativa tranquilidad, con los placentarios primitivos. Se encontraban por ejemplo en África, Europa y Norteamérica de donde se extinguieron, aunque tras el Gran Intercambio Americano, algunos marsupiales han recolonizado Norteamérica. Los marsupiales más antiguos conocidos proceden de China, donde también se han hallado los placentarios más antiguos.
En aquella época, las masas continentales no habían iniciado aún el proceso de fragmentación y deriva revelado por la teoría de Alfred Wegener, proceso que solo comenzó al final de la era mesozoica. Con el principio del Cenozoico acaeció el desarrollo explosivo de los placentarios, que sin especializar al principio, se diversificaron con rapidez ante la indefensión de los competidores en los nuevos nichos ecológicos que fueron ocupando.
El grupo placentario tuvo como competidores o predadores mamíferos, a los marsupiales y a los monotremas, estos últimos ya se habían especializado en varios nichos. Y fuera de los mamíferos, a las grandes aves terrestres. La independencia y el grado de desarrollo más completo con el que nacía la progenie de estos primeros euterios superó a los otros grupos de sangre caliente en la tasa de supervivencia de los neonatos, facilitando así su expansión demográfica.
A principios del Paleoceno, hace unos 65 millones de años, no había mamíferos carnívoros euterios, el nicho ecológico de los predadores ya se hallaba ocupado por grupos animales aparecidos antes: grandes aves predadoras no voladoras, los reptiles modernos y los marsupiales.
La desintegración de Pangea que comenzó al inicio del Cretáceo, hace 150-140 millones de años, da las claves de la ubicación y dispersión de los grupos animales, cuando el supercontinente Gondwana empezó a fragmentarse. En Pangea se creó una grieta que abarcaba desde el océano Tetis al este, hasta el Pacífico al oeste. La grieta separó Laurasia, y con ella a Norteamérica, de Gondwana y produjo el nacimiento de un futuro nuevo océano, el océano Atlántico. Este océano no se abrió uniformemente, sino que comenzó en el Atlántico Norte-Central; el Atlántico sur no se abriría hasta el Cretáceo. 
Considerando que los Strigopoidea (loros de Nueva Zelanda) y los Dinornithidae (moas), dos familias de aves endémicas de Nueva Zelanda, evolucionaron aislados durante un periodo muy considerable de tiempo al separase Nueva Zelanda de la región del Gondwana (desde antes del Cenozoico hace ochenta millones de años), antes incluso de la expansión de los mamíferos, que nunca alcanzaron Nueva Zelanda y que los mamíferos marsupiales alcanzaron Australia, a través de la Antártida, procedentes de Sudamérica, cuando las tres estaban unidas y antes del enfriamiento de la Antártida, separándose Australia antes de la llegada de mamíferos placentarios. Estas aves pudieron evolucionar gracias a la relativa ineficiencia de los depredadores mamíferos, lo cual les permitió ocupar conjuntamente con ellos el nicho de principales depredadores. 
Sudamérica y África, junto con otros continentes formaban un supercontinente denominado Gondwana. Aunque el grupo al que pertenecían placentarios y marsupiales surgió en Asia, en la China actual y allí se dividieron en metaterios y euterios, el número de especies no era alto y estas estaban poco especializadas. Los mamíferos se diversificaron en este supercontinente austral. Los placentarios o euterios, con un mejor sistema reproductor que los marsupiales, y monotremas fueron constriñendo a estos grupos en áreas cada vez más pequeñas a medida que fueron compitiendo en otros nichos ecológicos, pero no empezaron su expansión hasta separarse por un lado África-Madagascar-Eurasia y por otro Sudamérica-Antártida-Australia. Los placentarios no llegaron a colonizar la masa de Sudamérica-Antártida-Australia. En aquella época los mamíferos dominantes eran monotremas como Teinolophos trusleri que habría vivido en el supercontinente meridional cuando Australia estaba unida a la Antártida y por lo tanto en un clima mucho más frío que el de la actual Australia. Tras separarse Antártida de Australia, la Antártida derivó hacia el polo sur, enfriándose progresivamente y Australia derivó hacia el ecuador calentándose progresivamente. A pesar del retroceso en diversidad de los grupos no euterios, el proceso de sustitución fue lento y por ejemplo todavía se encontraban algunas especies supervivientes marsupiales en el Terciario de Europa.
El origen de estos animales puede rastrearse hasta el momento mismo de la separación del continente del resto de Gondwana; momento en el que comenzó el desarrollo independiente de las comunidades animales de Sudamérica. Al parecer los metaterios surgidos en Sudamérica viajaron todavía unidas las masa continentales meridionales, desde su cuna hasta Australia a través del continente antártico y viceversa a finales del periodo Cretácico; esta teoría se refuerza debido a los estudios realizados a diferentes marsupiales americanos, entre los que destaca el denominado monito del monte, el cual está más emparentado con los marsupiales australianos que con otros marsupiales americanos, por ello hoy en día el taxón de mamíferos americanos (Ameridelphia) se considera parafilético y no usado.
Posteriormente se separó Australasia de Sudamérica-Antártida. Así los marsupiales hallaron modo de sobrevivir en Australia, porque ese continente se separó de los otros, en tal periodo, antes que tuviese lugar la explosión evolutiva de los placentarios, mientras tanto lo mismo ocurría en Sudamérica, que en dicho período se separó del continente norteamericano, permitiendo con tal aislamiento la supervivencia de muchos organismos de este grupo. Al final del Terciario, sin embargo, contrariamente a cuanto ocurrió con Australia, que permanece aislada hasta nuestros días, Sudamérica se unió nuevamente con Norteamérica por el istmo de Panamá. Esta reunión permitió en tiempos más recientes una migración, hacia el sur, de los placentarios, que, entretanto, habían alcanzado un alto grado de evolución. A esa emigración siguió la destrucción de gran parte de la preexistente fauna de marsupiales. 
Durante el Cretáceo y en los primeros tiempos de la era Terciaria, los marsupiales estuvieron bastante difundidos, incluso en las otras partes del mundo. Habitaron también en épocas pasadas en África, Asia y Europa. En estos tres continentes, los marsupiales se fueron extinguiendo a lo largo del Terciario, y el último registro en Europa data del Mioceno.
Antiguamente se creía que los mamíferos marsupiales eran evolutivamente más primitivos que los placentarios. Sin embargo, hoy se sabe que ambas ramas emergieron de un ancestro común hace más de cien millones de años, en plena época de los dinosaurios.
En todos los grupos animales, el verse libres de competencia biológica no propicia los cambios, haciendo que el ritmo evolutivo sea más lento comparado con el de grupos sometidos a más factores de cambio. Debido a la relativamente pequeña área geográfica de expansión, la ya temprana competencia con un grupo biológico casi idéntico y haber encontrado en las áreas libres de competencia placentaria, formas muy especializadas de otros grupos animales, se trata de un grupo en su mayoría menos diversificado que los placentarios. El grupo era mucho más diverso en el pasado, pero las especies de mayor tamaño y otras muchas especies pequeñas, perecieron recientemente en el Cuaternario al contacto con los predadores placentarios, incluido el hombre. 
La fauna sudamericana de este periodo tenía especies que normalmente se asociarían con Australia más que con Sudamérica. Algunos de estos ejemplos incluyen grandes marsupiales y monotremas endémicos del orden de los ornitorrincos.
La diversidad de marsupiales sudamericanos abarcaba desde animales del orden de las zarigüeyas y otros grupos de tamaño reducido, hasta formas carnívoras de gran talla como los esparasodontes de los géneros Thylacosmilus y Borhyaena; aunque recientemente se ha puesto en duda la clasificación como marsupiales de los esparasodontos debido a recientes estudios de los fósiles de estos predadores.
Hay algunas afirmaciones sobre fósiles de mamífero placentario del Eoceno de Australia, en Tingamarra. Estas afirmaciones se basan en un solo diente encontrado con algunos rasgos característicos de condylartro y se han discutido ampliamente. Tanto la edad como la naturaleza placentaria de este fósil han sido desafiadas por otros investigadores.

## Sistemática
Es un grupo muy heterogéneo, con especies que recuerdan a placentarios (ratas, marmotas, topos, lobos marsupiales, etc.). Su régimen es insectívoro, carnívoro, frugívoro, herbívoro, y actualmente su tamaño varía desde el de un ratón, el pilbará ninguauí mide 5 cm de longitud, hasta el del canguro gigante, de casi la talla de un hombre. El extinto Diprotodon, el mayor marsupial conocido, alcanzaba el tamaño de un hipopótamo. El mayor marsupial carnívoro fue Thylacoleo carnifex, miembro del orden Diprotodontia.
A excepción de los órdenes de las zarigüeyas(didelfimorfos) y zarigüeyas-ratonas (paucituberculados), además de los extintos esparasodontos (que a veces no se consideran verdaderos marsupiales), los demás marsupiales son todos propios de la región australiana: koala, canguros, cuscús, lobo marsupial, wómbats, etc. Hay una gran cantidad de especies arborícolas, como por ejemplo las zarigüeyas en América y los pósums en Australia, así como otras completamente terrestres como los canguros.
Hay en total diez familias que se reunían en dos subórdenes, según la dentición; el de los poliprodontos y el de los diprotodontos. Actualmente, las divisiones vivientes de los marsupiales son tres: Los marsupiales americanos, Ameridelphia, los marsupiales australianos Australidelphia y el clado extinto Sparassodonta, aunque a veces como ya se mencionó, estos últimos no se considera verdaderos marsupiales, pero sí parientes cercanos de estos. El orden Microbiotheria, del cual se conoce solo una especie viva: el monito del monte, se encuentra en América del Sur, pero está más emparentado con los marsupiales de Australia y se clasifica en los Australidelphia junto a ellos. El clado extinto Sparassodonta si se considera un grupo de marsupiales verdaderos, se agrupa lateralmente con los dos anteriores.
Los poliprodontos (grupo actualmente en desuso), antiguamente denominados zoófagos, estaba constituido en suborden por las familias con ocho incisivos, cuando menos, en cada mandíbula, los inferiores son casi iguales entre sí, y provistos de caninos arriba y abajo. Se distribuían en varias familias, una americana, la de los didélfidos, las zarigüeyas; y las demás de la fauna australiana: dasiúridos, el diablo de Tasmania; tilacínidos, lobo marsupial; peramélidos, conejo marsupial; notoríctidos, topo marsupial; mirmecóbidos, hormigueros marsupiales; etc.
El suborden de los diprotodontos (que ahora se considera un orden de marsupiales) constaba de no más de tres incisivos a cada lado de las mandíbulas, sin caninos inferiores y con el primer incisivo inferior mucho mayor que los otros. Son en general herbívoros y comprenden a algunos de los animales más grandes de la fauna australiana. En 2005 se encontró un ejemplar prehistórico del género Diprotodon en Australia central, que mide 6,09 metros de longitud por 1,82 m de altura. Comprende las familias de los falangéridos, macropódidos (canguros) y fascolómidos, además de los tilacoleónidos, una familia de marsupiales carnívoros actualmente extinguida.

### Taxonomía

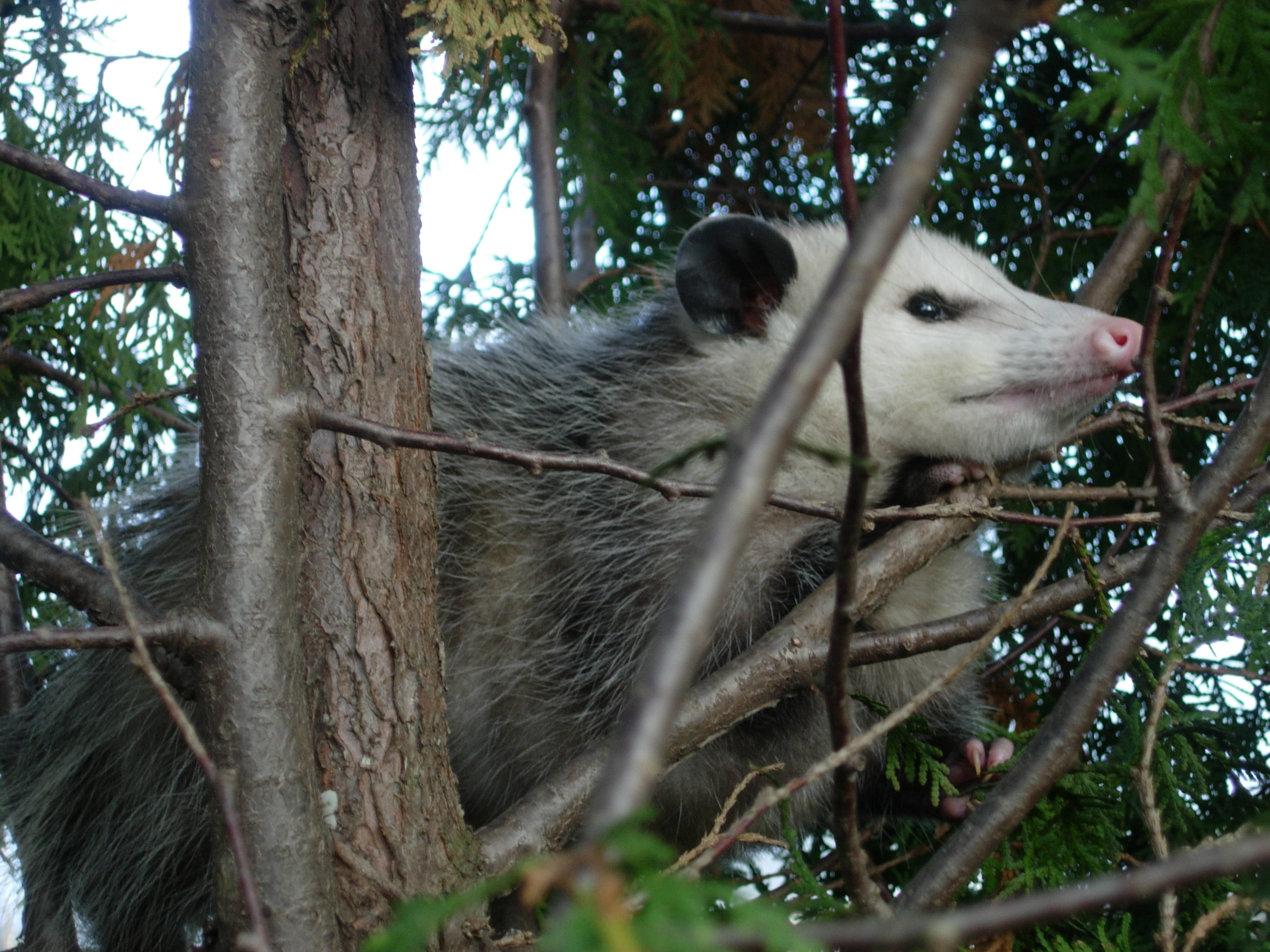
Didelphis virginiana, en Ohio, (EE. UU.).

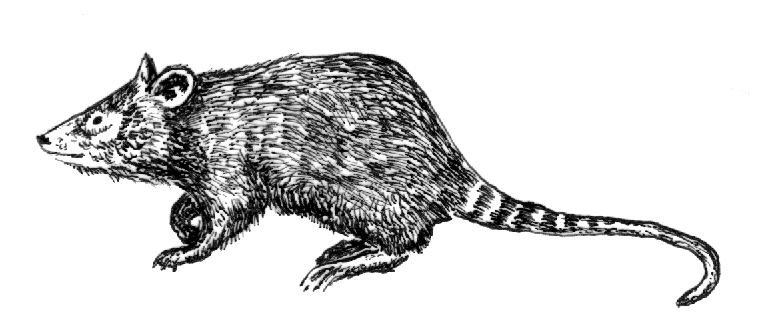
Los ratones runchos son marsupiales pequeños de la familia Caenolestidae que habitan en América, aunque pertenezcan a una familia separada de los didélfidos, los cuales incluyen casi todos los marsupiales encontrados en el continente.

- Orden Didelphimorphia
  - Familia Didelphidae
- Orden Paucituberculata
  - Familia Caenolestidae
- Clado Australidelphia
  - Orden Microbiotheria
    - Familia Microbiotheriidae

  - Orden Dasyuromorphia
    - Familia Thylacinidae †
    - Familia Dasyuridae
    - Familia Myrmecobiidae

  - Orden Peramelemorphia
    - Familia Thylacomyidae
    - Familia Chaeropodidae
    - Familia Peramelidae

  - Orden Notoryctemorphia
    - Familia Notoryctidae

  - Orden Diprotodontia
    - Familia Phascolarctidae
    - Familia Vombatidae
    - Familia Diprotodontidae
    - Familia Phalangeridae
    - Familia Burramyidae
    - Familia Tarsipedidae
    - Familia Petauridae
    - Familia Pseudocheiridae
    - Familia Potoridae
    - Familia Acrobatidae
    - Familia Hypsiprymnodontidae
    - Familia Macropodidae
    - Familia Thylacoleonidae

### Filogenia
Los estudios genéticos dan como resultado la siguiente filogenia para los grupos de marsupiales:
|  | Notoryctemorphia                                                   |
|  |                                                                    |
|  | \| \| Dasyuromorphia \| \| \| \| \| \| Peramelemorphia \| \| \| \| |
|  |                                                                    |
|  | Dasyuromorphia                                                     |
|  |                                                                    |
|  | Peramelemorphia                                                    |
|  |                                                                    |

|  | Dasyuromorphia  |
|  |                 |
|  | Peramelemorphia |
|  |                 |

|  | Notoryctemorphia                                                   |
|  |                                                                    |
|  | \| \| Dasyuromorphia \| \| \| \| \| \| Peramelemorphia \| \| \| \| |
|  |                                                                    |
|  | Dasyuromorphia                                                     |
|  |                                                                    |
|  | Peramelemorphia                                                    |
|  |                                                                    |

|  | Dasyuromorphia  |
|  |                 |
|  | Peramelemorphia |
|  |                 |

|  | Notoryctemorphia                                                   |
|  |                                                                    |
|  | \| \| Dasyuromorphia \| \| \| \| \| \| Peramelemorphia \| \| \| \| |
|  |                                                                    |
|  | Dasyuromorphia                                                     |
|  |                                                                    |
|  | Peramelemorphia                                                    |
|  |                                                                    |

|  | Dasyuromorphia  |
|  |                 |
|  | Peramelemorphia |
|  |                 |

|  | Notoryctemorphia                                                   |
|  |                                                                    |
|  | \| \| Dasyuromorphia \| \| \| \| \| \| Peramelemorphia \| \| \| \| |
|  |                                                                    |
|  | Dasyuromorphia                                                     |
|  |                                                                    |
|  | Peramelemorphia                                                    |
|  |                                                                    |

|  | Dasyuromorphia  |
|  |                 |
|  | Peramelemorphia |
|  |                 |

|  | Notoryctemorphia                                                   |
|  |                                                                    |
|  | \| \| Dasyuromorphia \| \| \| \| \| \| Peramelemorphia \| \| \| \| |
|  |                                                                    |
|  | Dasyuromorphia                                                     |
|  |                                                                    |
|  | Peramelemorphia                                                    |
|  |                                                                    |

|  | Dasyuromorphia  |
|  |                 |
|  | Peramelemorphia |
|  |                 |

|  | Notoryctemorphia                                                   |
|  |                                                                    |
|  | \| \| Dasyuromorphia \| \| \| \| \| \| Peramelemorphia \| \| \| \| |
|  |                                                                    |
|  | Dasyuromorphia                                                     |
|  |                                                                    |
|  | Peramelemorphia                                                    |
|  |                                                                    |

|  | Dasyuromorphia  |
|  |                 |
|  | Peramelemorphia |
|  |                 |

|  | Notoryctemorphia                                                   |
|  |                                                                    |
|  | \| \| Dasyuromorphia \| \| \| \| \| \| Peramelemorphia \| \| \| \| |
|  |                                                                    |
|  | Dasyuromorphia                                                     |
|  |                                                                    |
|  | Peramelemorphia                                                    |
|  |                                                                    |

|  | Dasyuromorphia  |
|  |                 |
|  | Peramelemorphia |
|  |                 |

|  | Notoryctemorphia                                                   |
|  |                                                                    |
|  | \| \| Dasyuromorphia \| \| \| \| \| \| Peramelemorphia \| \| \| \| |
|  |                                                                    |
|  | Dasyuromorphia                                                     |
|  |                                                                    |
|  | Peramelemorphia                                                    |
|  |                                                                    |

|  | Dasyuromorphia  |
|  |                 |
|  | Peramelemorphia |
|  |                 |

|  | Notoryctemorphia                                                   |
|  |                                                                    |
|  | \| \| Dasyuromorphia \| \| \| \| \| \| Peramelemorphia \| \| \| \| |
|  |                                                                    |
|  | Dasyuromorphia                                                     |
|  |                                                                    |
|  | Peramelemorphia                                                    |
|  |                                                                    |

|  | Dasyuromorphia  |
|  |                 |
|  | Peramelemorphia |
|  |                 |

|  | Notoryctemorphia                                                   |
|  |                                                                    |
|  | \| \| Dasyuromorphia \| \| \| \| \| \| Peramelemorphia \| \| \| \| |
|  |                                                                    |
|  | Dasyuromorphia                                                     |
|  |                                                                    |
|  | Peramelemorphia                                                    |
|  |                                                                    |

|  | Dasyuromorphia  |
|  |                 |
|  | Peramelemorphia |
|  |                 |

|  | Notoryctemorphia                                                   |
|  |                                                                    |
|  | \| \| Dasyuromorphia \| \| \| \| \| \| Peramelemorphia \| \| \| \| |
|  |                                                                    |
|  | Dasyuromorphia                                                     |
|  |                                                                    |
|  | Peramelemorphia                                                    |
|  |                                                                    |

|  | Dasyuromorphia  |
|  |                 |
|  | Peramelemorphia |
|  |                 |

|  | Notoryctemorphia                                                   |
|  |                                                                    |
|  | \| \| Dasyuromorphia \| \| \| \| \| \| Peramelemorphia \| \| \| \| |
|  |                                                                    |
|  | Dasyuromorphia                                                     |
|  |                                                                    |
|  | Peramelemorphia                                                    |
|  |                                                                    |

|  | Dasyuromorphia  |
|  |                 |
|  | Peramelemorphia |
|  |                 |

|  | Notoryctemorphia                                                   |
|  |                                                                    |
|  | \| \| Dasyuromorphia \| \| \| \| \| \| Peramelemorphia \| \| \| \| |
|  |                                                                    |
|  | Dasyuromorphia                                                     |
|  |                                                                    |
|  | Peramelemorphia                                                    |
|  |                                                                    |

|  | Dasyuromorphia  |
|  |                 |
|  | Peramelemorphia |
|  |                 |

|  | Notoryctemorphia                                                   |
|  |                                                                    |
|  | \| \| Dasyuromorphia \| \| \| \| \| \| Peramelemorphia \| \| \| \| |
|  |                                                                    |
|  | Dasyuromorphia                                                     |
|  |                                                                    |
|  | Peramelemorphia                                                    |
|  |                                                                    |

|  | Dasyuromorphia  |
|  |                 |
|  | Peramelemorphia |
|  |                 |

|  | Notoryctemorphia                                                   |
|  |                                                                    |
|  | \| \| Dasyuromorphia \| \| \| \| \| \| Peramelemorphia \| \| \| \| |
|  |                                                                    |
|  | Dasyuromorphia                                                     |
|  |                                                                    |
|  | Peramelemorphia                                                    |
|  |                                                                    |

|  | Dasyuromorphia  |
|  |                 |
|  | Peramelemorphia |
|  |                 |

|  | Notoryctemorphia                                                   |
|  |                                                                    |
|  | \| \| Dasyuromorphia \| \| \| \| \| \| Peramelemorphia \| \| \| \| |
|  |                                                                    |
|  | Dasyuromorphia                                                     |
|  |                                                                    |
|  | Peramelemorphia                                                    |
|  |                                                                    |

|  | Dasyuromorphia  |
|  |                 |
|  | Peramelemorphia |
|  |                 |